# Veřejná služba (práce nezaměstnaných)
Veřejná služba byla povinnost dlouhodobě nezaměstnaných občanů odpracovat bezplatně pro obec nebo jinou organizaci nejméně 20 hodin měsíčně.

## Veřejná služba v Česku
Zadavatelem nabízející veřejné služby byly města a obce; těmi, kteří této nabídky využívají, a ti, kterým je určena, jsou pak lidé dlouhodobě nezaměstnaní (tj. déle než 6 měsíců bez práce) a osoby v hmotné nouzi. Tato takzvaná veřejná služba byla mezi těmito subjekty uzavírána ve formě písemné smlouvy. 
Předmětem veřejné služby byla činnost v zájmu dané obce: většinou jde o pomoc v oblasti životního prostředí, kulturního rozvoje a sociální péče, konkrétně udržování čistoty v ulicích a na veřejných prostranstvích dané obce, sezónní práce, výpomoc v obcí vlastněných objektech. 
Veřejná služba údajně nebyla pro obce povinná ani od nezaměstnaných jedinců vymahatelná – je na vedení obcí, zdali ji zařadí do své agendy. Pokud to ale udělá, mají z veřejné služby většinou užitek jak obec (pro níž bude provedena práce, kterou např. jinak nemůže za srovnatelných podmínek sehnat z komerčního sektoru), tak těm, co službu vykonávají. Těm umožní udržet si po období dlouhodobé nezaměstnanosti udržet si pracovní návyky a tím i jistou „sociální integritu“, za veřejnou službu jsou taktéž odměňováni sociálními dávkami a příspěvků na živobytí (podle § 18a zákona č. 111/2006 Sb.).
Odměna za veřejné služby v současnosti činila 1 106 Kč po dvaceti a 1 658 Kč po třiceti odpracovaných hodinách.
Avšak od 1. 1. 2012 v rámci nové úpravy žádná odměna za ni nenáleží a bez ohledu na odpracovaných (odsloužených) až 80 hodin měsíčně se nezaměstnanému, bez ohledu na dosavadní výši sociálních dávek, tedy i nulových (nezaměstnaný, kterému je nabídnuta, nemusí být příjemcem žádné dávky), nic nenavýší. Výše uvedené částky byly aktuální do 31. 12. 2012 a dokonce ti nezaměstnaní, kteří pracovali dle výše uvedené úpravy v prosinci 2011, se onoho navýšení dosud nedočkali.
V roce 2012 zrušil Ústavní soud podobu veřejné služby bez odměny zejména s argumentem, že jde o porušení zákazu nucených prací a práce za spravedlivou odměnu. Od účinnosti uvedeného nálezu ji tedy lze provádět pouze dobrovolně. 
V roce 2015 byl v Parlamentu ČR projednáván návrh na znovuzavedení veřejné služby v podobě do roku 2011, tj. že výkon veřejné služby bude znamenat bonifikaci (zvýšení) dávek hmotné nouze.